# Тригамма-функція

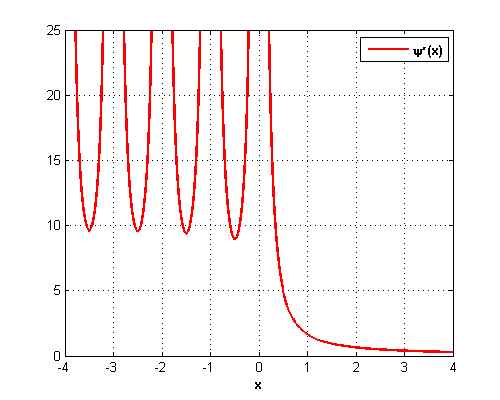
Тригамма-функція дійсного аргументу x

Трига́мма-фу́нкція в математиці є другою з полігамма-функцій. Її позначають {\displaystyle \psi _{1}(z)} і визначають як
{\displaystyle \psi _{1}(z)={\frac {{\rm {d}}^{2}}{{\rm {d}}z^{2}}}\ln \Gamma (z)\;,}
де {\displaystyle \Gamma (z)} — гамма-функція. З цього визначення випливає, що
{\displaystyle \psi _{1}(z)={\frac {\rm {d}}{{\rm {d}}z}}\psi (z)\;,}
де {\displaystyle \psi (z)} — дигамма-функція (перша з полігамма-функцій).
Тригамма-функцію можна також визначити через суму такого ряду:
{\displaystyle \psi _{1}(z)=\sum _{n=0}^{\infty }{\frac {1}{(z+n)^{2}}},}
звідки видно, що вона є окремим випадком дзета-функції Гурвіца,
{\displaystyle \psi _{1}(z)=\zeta (2,z)\;.}
Ці формули істинні, коли {\displaystyle z\neq 0,\;-1,\;-2,\;-3,\ldots } (у зазначених точках функція {\displaystyle \psi _{1}(z)} має квадратичні сингулярності, див. графік функції).
Існують також інші позначення для {\displaystyle \psi _{1}(z)}, використовувані в літературі:
{\displaystyle \psi '(z),\;\;\;\psi ^{(1)}(z)\;.}
Іноді термін «тригамма-функція» застосовують для функції {\displaystyle {\displaystyle F'(z)=\psi _{1}(z+1)}}.

## Інтегральні подання
Використовуючи подання у вигляді ряду, а також формулу для суми членів геометричної прогресії, можна отримати таке подвійне інтегральне подання:
{\displaystyle \psi _{1}(z)=\int _{0}^{1}\int _{0}^{y}{\frac {x^{z-1}y}{1-x}}\,{\rm {d}}x\,{\rm {d}}y\;.}
За допомогою інтегрування за частинами виходить таке одинарне подання:
{\displaystyle \psi _{1}(z)=-\int _{0}^{1}{\frac {x^{z-1}\ln {x}}{1-x}}\,{\rm {d}}x\;.}
Використовується також інше подання, яке можна отримати з попереднього заміною x = e—t:
{\displaystyle \psi _{1}(z)=\int _{0}^{\infty }{\frac {e^{-zt}}{1-e^{-t}}}\,{\rm {d}}t\;.}

## Інші формули
Тригамма-функція задовольняє рекурентне співвідношення
{\displaystyle \psi _{1}(z+1)=\psi _{1}(z)-{\frac {1}{z^{2}}}\;,}
а також формулу доповнення
{\displaystyle \psi _{1}(1-z)+\psi _{1}(z)={\frac {\pi ^{2}}{\sin ^{2}(\pi z)}}\;.}
Для тригамма-функції кратного аргументу існує така властивість:
{\displaystyle \psi _{1}(kz)={\frac {1}{k^{2}}}\sum _{n=0}^{k-1}\psi _{1}\left(z+{\frac {n}{k}}\right)\;.}
Наведемо також асимптотичний розклад із використанням чисел Бернуллі:
{\displaystyle \psi _{1}(z+1)={\frac {1}{z}}-{\frac {1}{2z^{2}}}+\sum _{k=1}^{\infty }{\frac {B_{2k}}{z^{2k+1}}}\;.}

## Часткові значення
Нижче наведено часткові значення тригамма-функції:
{\displaystyle \psi _{1}\!\left({\tfrac {1}{4}}\right)=\pi ^{2}+8G\;,}
{\displaystyle \psi _{1}\!\left({\tfrac {1}{3}}\right)={\tfrac {2}{3}}\pi ^{2}+3{\sqrt {3}}\;\mathrm {Cl} _{2}\!\left({\tfrac {2}{3}}\pi \right)\;,}
{\displaystyle \psi _{1}\!\left({\tfrac {1}{2}}\right)={\tfrac {1}{2}}\pi ^{2}\;,}
{\displaystyle \psi _{1}\!\left({\tfrac {2}{3}}\right)={\tfrac {2}{3}}\pi ^{2}-3{\sqrt {3}}\;\mathrm {Cl} _{2}\!\left({\tfrac {2}{3}}\pi \right)\;,}
{\displaystyle \psi _{1}\!\left({\tfrac {3}{4}}\right)=\pi ^{2}-8G\;,}
{\displaystyle \psi _{1}(1)\;={\tfrac {1}{6}}\pi ^{2}\;,}
де G — стала Каталана, а {\displaystyle \mathrm {Cl} _{2}(\theta )} — функція Клаузена, пов'язана з уявною частиною дилогарифма через
{\displaystyle \mathrm {Cl} _{2}(\theta )=\mathrm {Im} \left[\mathrm {Li} _{2}\!\left(e^{\mathrm {i} \theta }\right)\right]\;.}
Використовуючи формулу кратного аргументу і формулу доповнення, a також зв'язок {\displaystyle \psi _{1}\!\left({\tfrac {1}{8}}\right)} з функцією Клаузена, маємо:
{\displaystyle \psi _{1}\!\left({\tfrac {1}{6}}\right)=2\pi ^{2}+15{\sqrt {3}}\;\mathrm {Cl} _{2}\!\left({\tfrac {2}{3}}\pi \right)\;,}
{\displaystyle \psi _{1}\!\left({\tfrac {5}{6}}\right)=2\pi ^{2}-15{\sqrt {3}}\;\mathrm {Cl} _{2}\!\left({\tfrac {2}{3}}\pi \right)\;,}
{\displaystyle \psi _{1}\!\left({\tfrac {1}{8}}\right)=(2+{\sqrt {2}})\pi ^{2}+4(4-{\sqrt {2}})G+16{\sqrt {2}}\;\mathrm {Cl} _{2}\!\left({\tfrac {\pi }{4}}\right)\;,}
{\displaystyle \psi _{1}\!\left({\tfrac {3}{8}}\right)=(2-{\sqrt {2}})\pi ^{2}-4(4+{\sqrt {2}})G+16{\sqrt {2}}\;\mathrm {Cl} _{2}\!\left({\tfrac {\pi }{4}}\right)\;,}
{\displaystyle \psi _{1}\!\left({\tfrac {5}{8}}\right)=(2-{\sqrt {2}})\pi ^{2}+4(4+{\sqrt {2}})G-16{\sqrt {2}}\;\mathrm {Cl} _{2}\!\left({\tfrac {\pi }{4}}\right)\;,}
{\displaystyle \psi _{1}\!\left({\tfrac {7}{8}}\right)=(2+{\sqrt {2}})\pi ^{2}-4(4-{\sqrt {2}})G-16{\sqrt {2}}\;\mathrm {Cl} _{2}\!\left({\tfrac {\pi }{4}}\right)\;.}
Для значень за межами інтервалу {\displaystyle 0<z\leq 1} можна використати рекурентне співвідношення, наведене вище. Наприклад,
{\displaystyle \psi _{1}\!\left({\tfrac {5}{4}}\right)=\pi ^{2}+8G-16\;,}
{\displaystyle \psi _{1}\!\left({\tfrac {3}{2}}\right)={\tfrac {1}{2}}\pi ^{2}-4\;,}
{\displaystyle \psi _{1}(2)\;={\tfrac {1}{6}}\pi ^{2}-1\;.}